# Hockey
Hockey je americká hudební skupina z Portlandu, ve státě Oregon. Své první, amatérské, album vydali roku 2008 pod názvem Mind Chaos. Hockey účinkovali v roce 2009 na festivalech jako Glastonbury Anglie, Peace and Love festival i Borläng ve Švédsku, T in the Park ve Skotsku , Bonnaroo Festival a na Hove Festival v Norsku.

## Diskografie

### Alba
- Mind Chaos (znovuvydáno 28. září 2009)[1]

### Singly
- "Too Fake" (2009)
- "Learn to Lose" (2009)
- "Song Away" (2009)